# Tujone
Il tujone è un chetone e un terpenoide che esiste in due forme stereoisomere: α-tujone e β-tujone. Presenta un odore di mentolo.
Si trova nell'assenzio in modeste quantità e nel tanaceto. Se ne trovano tracce anche nella salvia e nell'issopo.

## Farmacologia
Sono stati identificati due metaboliti urinari neutri: il 3-β-idrossi-α-tujano e il 3-β-idrossi-β-tujano, questi metaboliti indicano che la reazione di riduzione è stereospecifica, a causa della differente configurazione dei due gruppi metilici. Esperimenti effettuati su microsomi di topo hanno mostrato come nel metabolismo l'α-tujone generi un metabolita principale, il 7-idrossi-α-tujone e cinque metaboliti secondari (4-idrossi-α-tujone, 4-idrossi-β-tujone, 8-idrossi-α-tujone, 10-idrossi- α-tujone ed il 7,8-deidro-α-tujone).
Nella medicina popolare l'assenzio è stato utilizzato nella cura dei sintomi dispeptici, oltre che come eupeptico (sostanza di intenso sapore amaro che favorisce la digestione) e carminativo (sostanza che favorisce l'eliminazione di gas dallo stomaco e dall'intestino). L'assenzio possiede, inoltre, proprietà antimicrobiche. In un recente studio è, inoltre, stata osservata la capacità dell'olio essenziale di inibire la crescita di Candida albicans e Saccharomyces cerevisiae.
Altri effetti biologici determinati dal tujone dimostrano che il tujone è porfirogenico (causa un accumulo di protoporfirina) e può causare porfiria.
L'accumulo di porfirina indotto dal terpene viene ulteriormente incentivato dalla contemporanea somministrazione di desferossamina, un chelante per il ferro che inibisce la biosintesi dell'eme e mima il blocco che si verifica nei casi di porfiria acuta. Da questi studi risulta pertanto che la somministrazione di tujone può essere pericolosa in pazienti con deficit nella biosintesi dell'eme a livello epatico.

## Tossicità
La neurotossicità del tujone è stata associata alla sua capacità di bloccare a livello cerebrale i recettori dell'acido γ-amminobutirrico (GABA) e, in particolare, uno studio condotto da Hold e coll. ha dimostrato che il tujone agisce da antagonista dei recettori GABAA.
La riduzione dell'attività gabaergica prodotta dal tujone contenuto nell'assenzio sembra favorire l'insorgenza di scariche elettriche neuronali anomale, responsabili delle manifestazioni cliniche di tipo comiziale; è stato inoltre ipotizzato che l'attività pro-convulsivante dell'α-tujone possa essere correlata anche ad una riduzione della risposta del recettore 5-HT3 per la serotonina.
Il tujone inoltre possiede una lieve affinità per i recettori dei cannabinoidi senza tuttavia indurre effetti cannabis-mimetici. La comparsa di effetti tossici è legata alla concentrazione.
L'Unione europea nel 2002 ha redatto un documento circa la sicurezza nell'utilizzo di bevande alcoliche o alimenti contenenti aromatizzanti a base di tujone. In questo contesto si è stabilito che il consumo di 1 litro di una bevanda alcolica (25% di alcol) contenente 5 mg/l di tujone determina in un adulto di 60 kg di peso l'assunzione di una dose di tujone pari a 4,8 mg (0,08 mg/kg). Questi valori sono 100 volte inferiori a quelli stabiliti negli studi di NOEL (No Observed Effect Level) sul ratto (NOEL per le convulsioni nel ratto maschio: 12 mg/kg).
Dati relativi alla tossicità acuta del tujone:
- Nel coniglio la DL50 dopo somministrazione endovenosa è 0,031 mg/kg
- Nel ratto la DL50 dopo somministrazione orale è di 500 mg/kg

## Interazioni farmacologiche
Come documentato da esperimenti, estratti di assenzio sono in grado di esercitare un effetto inibitorio sugli enzimi microsomiali epatici e possono prolungare il sonno indotto dal pentobarbital e incrementare la tossicità della stricnina. Poiché il tujone contenuto nell'assenzio può ridurre l'efficacia clinica del fenobarbital, con un meccanismo non ancora chiarito, l'associazione con tale farmaco deve essere evitata.
L'American Herbal Products Association ha assegnato l'assenzio alla classe 2b (non usare in gravidanza), 2c (non usare durante l'allattamento) e 2d (non usare per lunghi periodi e non superare la dose consigliata).